# Steiropteris deltoidea
Steiropteris deltoidea là một loài thực vật có mạch trong họ Thelypteridaceae. Loài này được (Sw.) Pic. Serm. miêu tả khoa học đầu tiên năm 1973.